# World Music Awards
De World Music Awards (opgericht in 1989) is een internationale muziekprijzen-show die jaarlijks artiesten eert op basis van hun populariteit en wereldwijde verkoopcijfers.
De show wordt geleid door Albert II van Monaco. Tot 2003 werd de show gehouden in Monte Carlo. Vanaf 2004 wordt de show elk jaar ergens anders gehouden.

## De prijzen en de winnaars

### National Awards
Elk jaar gaat er een prijs naar de best verkochte artiest van het jaar uit elk groot land. 

### Legend Awards
Legend Awards worden gegeven aan artiesten vanwege hun grote wereldwijde successen. Artiesten die een Legend Award hebben gekregen zijn Michael Jackson, Whitney Houston, Beyoncé, Mariah Carey, Elton John, Stevie Wonder, Modern Talking, Ace of Base, Diana Ross, Julio Iglesias, Tina Cousins, Rod Stewart, Lionel Richie, Ray Charles, Cher, Plácido Domingo, Luciano Pavarotti, Prince, Janet Jackson , Carlos Santana, Celine Dion en Tarkan.

### Chopard Diamond Award
De Chopard Diamond World Music Award is een nieuwe prijs die wordt gegeven aan artiesten die meer dan 100 miljoen albums hebben verkocht. Artiesten die deze prijs al hebben gekregen zijn Rod Stewart, Mariah Carey, Céline Dion, Bon Jovi en Michael Jackson. De Chopard Diamond Wold Music Award is ook uitgegeven aan Justin Bieber. Het nummer Baby was het eerste nummer in de geschiedenis dat 12 keer platinum werd.

## Records
- Mariah Carey heeft zestien World Music Awards gewonnen, het meeste van alle artiesten.
- Michael Jackson heeft vijftien World Music Awards gewonnen.